# Dzsanibek Giráj krími kán
Dzsanibek Giráj (krími tatár: Canibek Geray, جانيبک كراى), (1568 – 1636) krími tatár kán.
Dzsanibek a núreddin Sakaj Mubarek Giráj fia és I. Devlet Giráj kán unokája volt. Szelamet kán feleségül vette özvegy édesanyját, őt magát pedig a saját fiává fogadta. Mikor Mehmed kalga külföldre menekült, Dzsanibek foglalta el a helyét.
Szelamet kán 1610-es halála után ő foglalta el a krími trónt. Kalgának öccsét, Devletet, núreddinnek Szelamet fiát, Azamatot tette meg. Uralkodása alatt hűséges szövetségese maradt a Fényes Portának, elkísérte a szultánt perzsiai és lengyelországi hadjárataira. A háborúkban nem volt különösen szerencsés: a néhány győzelem alig ellensúlyozta a nagy csatavesztéseket. Ügyelt arra, hogy északi szomszédai közül egyik se erősödjön meg túlságosan, az 1630-as években már a IV. Ulászló lengyel királyt segítette a rátámadó orosz cárral szemben. Portyázó csapatai egészen Moszkváig eljutottak.
Dzsanibek művelt ember volt, járatos volt az irodalomban. Uralkodása a többi kánhoz képest szinte demokratikusnak mondható, többnyire kikérte a klánok vezetőinek véleményét a fontos államügyekben.
1623-ban a török nagyvezír rábeszélésére a szultán leváltotta Dzsanibeket és helyére III. Mehmed Girájt állította. Mehmed megpróbált elszakadni az Oszmán Birodalomtól, mire IV. Murád szultán 1624-ben még sikertelenül, majd 1628-ban a Manszur klán támogatásával sikeresen elkergette Mehmedet és Dzsanibeket ültette vissza a Krím trónjára. A manszurokra támaszkodó Dzsanibek nem tudta kibékíteni egymással a klánokat (az ellenzék fő ereje a Sirin klán volt) és a belső feszültség nyílt összecsapásokká is fajult.
1631-ben kalgává nevezte ki korábbi bizalmasát Azamatot, de a következő évben megölette.
1635-ben a szultán parancsára lemondott káni címéről és Rodosz szigetére vonult vissza, ahol hamarosan meghalt. Ott is temették el, az erőd falainál levő temetőben.

## Fordítás
- Ez a szócikk részben vagy egészben  a(z)   Джанибек Герай című orosz Wikipédia-szócikk ezen változatának fordításán alapul.  Az eredeti cikk szerkesztőit annak laptörténete sorolja fel. Ez a jelzés csupán a megfogalmazás eredetét és a szerzői jogokat jelzi, nem szolgál a cikkben szereplő információk forrásmegjelöléseként.

| Előző uralkodó: III. Mehmed Giráj | Krími kán 1610 – 1623 | Következő uralkodó: III. Mehmed Giráj |

| Előző uralkodó: III. Mehmed Giráj | Krími kán 1624 | Következő uralkodó: III. Mehmed Giráj |

| Előző uralkodó: III. Mehmed Giráj | Krími kán 1628 – 1635 | Következő uralkodó: Inajet Giráj |